# تسورنیگال
تسورنیگال (به آلمانی: Zörnigall) یک منطقهٔ مسکونی در آلمان است که در تسانا-لشتر واقع شده‌است. تسورنیگال ۹۰۱ نفر جمعیت دارد.